# Enzo Biagi
Enzo Biagi (ˈɛntso ˈbjaːdʒi; Lizzano in Belvedere, 9 d'agost de 1920 – Milà, 6 de novembre de 2007) va ser un periodista i escriptor italià.

## Vida i carrera
Va començar la seva carrera com a periodista a Bolonya. Des del 1942 col·laborà amb la resistència i hagué d'amagar-se. El 1952 va treballar en el guió de la pel·lícula històrica Camicie rosse. En 1953 es va convertir en el redactor en cap de la revista Epoca.
Actiu en periodisme durant sis dècades i autor d'uns vuitanta llibres, de 1961 a 1963 fou director del Telegiornale i col·laborà als diaris La Stampa i Corriere della Sera. També va guanyar nombrosos premis, entre els quals destaca el premi Saint Vincent de 1979 i el Premi Ischia Internacional de Periodisme de 1985. El 1987 va guanyar el Premi Bancarella pel seu llibre Il boss è solo, on entrevista l'ex-cap de la màfia siciliana, Tommaso Buscetta, que s'havia convertit en pentito (testimoni estatal). Va treballar al canal de televisió nacional italià Rai Uno fins al 2001.
El 9 de maig de 2001, només dos dies abans de les eleccions generals d'Itàlia, durant el seu xou prime time de 10 minuts Il Fatto, emès per Rai Uno, Biagi va entrevistar el popular actor i director Roberto Benigni, que va fer una paròdia hilarant sobre Silvio Berlusconi i va declarar la seva preferència per a l'altre candidat, Francesco Rutelli, de la coalició L'Olivera.
Biagi va desaparèixer de les pantalles de televisió pocs mesos després que les declaracions de Berlusconi a Sofia, anomenades també Editto Bulgaro, on el llavors primer ministre acusava al popular periodista, juntament amb el seu company periodista Michele Santoro i el xouman/comediant Daniele Luttazzi, d'haver fet un ús criminal del públic servei de televisió.
Els defensors de Biagi argumenten que un servei públic hauria de proporcionar pluralisme i que un país on el govern impedeix que les idees contràries es manifestin a l'aire és un règim.
La qüestió dels motius de Berlusconi per entrar a la política en primer lloc va sorgir en una entrevista que va donar amb Biagi i Indro Montanelli, afirmant que "si no entro en política, aniré a la presó i em trobaré en fallida".
El 22 d'abril del 2007, Enzo Biagi, de 86 anys, va fer el seu retorn a la RAI amb RT Rotocalco Televisivo, un programa d'actualitat emès per Raitre. A la inauguració del programa, va declarar: 
| « | Bona nit, ho sento si sóc una mica emocional, potser és visible. Hi ha hagut un problema tècnic i la ruptura ha durat cinc anys. | » |

Fins a poc abans de la seva mort va ser també columnista del diari Corriere della Sera, en el que havia treballat des de principis dels anys setanta.

## Obres
- È di scena Pietro Gubellini, Bologna, Testa, 1939.
- Belle favole di tutti i tempi, a cura di e con Dario Zanelli, Bologna, Cappelli, 1947.
- Dieci anni della nostra vita. Un documentario di "Epoca", realizzato con Sergio Zavoli, Milano, A. Mondadori, 1960.
- 50 anni d'amore. Mezzo secolo di sospiri, ricordi e illusioni, raccontato con Sergio Zavoli, Milano, Rizzoli, 1961.
- Crepuscolo degli dei, Milano, Rizzoli, 1962.
- Cardinali e comunisti. All'Est qualcosa di nuovo. Ungheria, Polonia, Cecoslovacchia: Enzo Biagi racconta la storia di un mondo che muore, e i drammi, le speranze di un mondo che vuol vivere, Milano, Rizzoli, 1963.
- 1945-1965. Altri vent'anni della nostra vita, realizzato con Sergio Zavoli, Milano, A. Mondadori, 1965.
- L'uomo non deve morire, Milano, Garzanti, 1965-1969.
- Mamma Svetlana, nonno Stalin, Milano, Rizzoli, 1967.
- Padre Pio. La fede e i miracoli di un uomo del Signore, redatto con Silvio Bertoldi, Guido Gerosa, Sandro Mayer e Marco Pancera, Milano, Rizzoli, 1968.
- Storie di questi giorni, Milano, Rizzoli, 1969.
- La luna è nostra. Storie e drammi di uomini coraggiosi, redatto con Antonio De Falco, Guido Gerosa, Gino Gullace, Gian Franco Venè e Lorenzo Vincenti, Milano, Rizzoli, 1969.
- Testimone del tempo, Torino, SEI, 1970.
- Dai nostri inviati in questo secolo. I grandi fatti e i grandi personaggi nel racconto di grandi giornalisti, a cura di, Torino, SEI, 1971.
- Di progresso si muore, con altri, Bologna, Edizioni Skema, 1971.
- La vita e i giorni. Corso di storia per la scuola media, con Letizia Alterocca, Anna Doria e Vittorio Morone, 3 voll., Torino, SEI, 1972.
- Gente che va, Torino, SEI, 1972.
- Dicono di lei, Torino, SEI, 1974; introduzione di Alberto Ronchey, Milano, BUR, 1978.
- L'enciclopedia divertente, Milano, Rizzoli, 1974.
- Il Mississippi, con Giuliano Ferrieri, Guido Gerosa, Gino Gullace, Giuseppe Josca, Eugenio Turri, Novara, Istituto geografico De Agostini, 1975.
- Il Signor Fiat. Una biografia, Milano, Rizzoli, 1976; 2003, ISBN 88-17-87252-0.
- Il sindaco di Bologna. Enzo Biagi intervista Renato Zangheri, Vaciglio, Ricardo Franco Levi, 1976.
- Strettamente personale. Fatti e misfatti, figure e figurine della nostra vita, Milano, Rizzoli, 1977; 1979.
- Laggiù gli uomini, con Franco Fontana, Vaciglio, Ricardo Franco Levi, 1977.
- E tu lo sai? Le domande dei ragazzi alle quali i genitori non sanno rispondere. Biagi le ha proposte a grandi personalità mondiali - da Margaret Mead a Federico Fellini, da Enzo Ferrari a Isaac Asimov, da Arthur Schlesinger a Robert White - per aiutarvi a parlare con i vostri figli, Milano, Rizzoli, 1978.
- Ferrari. La confessione-ritratto di un uomo che ha vinto tutto tranne la vita, Milano, Rizzoli, 1980.
- Come andremo a incominciare?, con Eugenio Scalfari, Milano, Rizzoli, 1981.
- Il Buon Paese. Vale ancora la pena di vivere in Italia?, Milano, Longanesi, 1981.
- Diciamoci tutto, Milano, A. Mondadori, 1983
- Mille camere, Milano, A. Mondadori, 1984.
- Senza dire arrivederci, Milano, A. Mondadori, 1985.
- Il boss è solo. Buscetta: la vera storia di un vero padrino, Milano, A. Mondadori, 1986. ISBN 88-04-33153-4.
- Il sole malato. Viaggio nella paura dell'AIDS, Milano, A. Mondadori, 1987, ISBN 88-04-30465-0.
- Dinastie. Gli Agnelli, i Rizzoli, i Ferruzzi-Gardini, i Lauro, Milano, A. Mondadori, 1988, ISBN 88-04-31718-3.
- Amori, Milano, Rizzoli, 1988. ISBN 88-17-85139-6.
- Buoni. Cattivi, Milano, Rizzoli, 1989, ISBN 88-17-85149-3.
- Noi c'eravamo, Milano, Rizzoli, 1990, ISBN 88-17-85151-5.
- Lubjanka, Milano, Rizzoli, 1990. ISBN 88-17-85152-3.
- L'Italia dei peccatori, Milano, Rizzoli, 1991, ISBN 88-17-84134-X.
- Incontri e addii, Milano, Rizzoli, 1992, ISBN 88-17-85055-1. [Comprende Mille camere e Senza dire arrivederci]
- Un anno una vita, Roma-Milano, Nuova ERI-Rizzoli, 1992, ISBN 88-17-84205-2.
- La disfatta, Milano, Rizzoli, 1993, ISBN 88-17-84272-9.
- "I" come Italiani, Roma-Milano, Nuova ERI-Rizzoli, 1993, ISBN 88-17-84295-8.
- L'albero dai fiori bianchi, Roma-Milano, Nuova ERI-Rizzoli, 1994. ISBN 88-17-84353-9.
- Il Fatto, Roma-Milano, Nuova ERI-Rizzoli, 1995, ISBN 88-17-84419-5.
- Lunga è la notte, Roma-Milano, Nuova ERI-Rizzoli, 1995, ISBN 88-17-84430-6.
- Quante donne, Roma-Milano, ERI-Rizzoli, 1996, ISBN 88-17-84466-7.
- La bella vita. Marcello Mastroianni racconta, Roma-Milano, ERI-Rizzoli, 1996, ISBN 88-17-84481-0.
- Sogni perduti, Milano, Rizzoli, 1997, ISBN 88-17-84523-X.
- Scusate, dimenticavo, Roma-Milano, RAI-ERI-Rizzoli, 1997, ISBN 88-17-84543-4.
- Ma che tempi, Roma-Milano, RAI-ERI-Rizzoli, 1998, ISBN 88-17-85260-0.
- Cara Italia. ["Giusto o sbagliato questo è il mio Paese"], Roma-Milano, RAI-ERI-Rizzoli, 1998, ISBN 88-17-86013-1.
- Racconto di un Secolo. [Gli uomini e le donne protagonisti del Novecento], Roma-Milano, RAI-ERI-Rizzoli, 1999, ISBN 88-17-86090-5.
- Odore di cipria, Milano, RAI-ERI-Rizzoli, 1999, ISBN 88-17-86265-7.
- Come si dice amore, Milano, RAI-ERI-Rizzoli, 2000, ISBN 88-17-86461-7.
- Giro del mondo, Milano, RAI-ERI-Rizzoli, 2000, ISBN 88-17-86513-3.
- Dizionario del Novecento. [Gli uomini, le donne, i fatti, le parole che hanno segnato la nostra vita e quella del mondo], Milano, RAI-ERI-Rizzoli, 2001, ISBN 88-17-86780-2.
- Un giorno ancora, Milano, RAI-ERI-Rizzoli, 2001, ISBN 88-17-86883-3.
- Addio a questi mondi. Fascismo, nazismo, comunismo: uomini e storie, che cosa è rimasto, Milano, Rizzoli, 2002, ISBN 88-17-87038-2.
- Cose loro & Fatti nostri, Milano, RAI-ERI-Rizzoli, 2002, ISBN 88-17-87101-X.
- La mia America, Milano, Rizzoli, 2003, ISBN 88-17-87262-8.
- Lettera d'amore a una ragazza di una volta, Milano, Rizzoli, 2003, ISBN 88-17-99506-1.
- L'Italia domanda (con qualche risposta), Milano, Rizzoli, 2004, ISBN 88-17-00433-2.
- Era ieri, a cura di Loris Mazzetti, Milano, Rizzoli, 2005, ISBN 88-17-00911-3.
- Quello che non si doveva dire, con Loris Mazzetti, Milano, Rizzoli, 2006, ISBN 88-17-01310-2.
- Io c'ero. Un grande giornalista racconta l'Italia del dopoguerra. A cura di Loris Mazzetti, Milano, Rizzoli, 2008, ISBN 978-88-17-02589-8.
- I Quattordici mesi. La mia Resistenza, a cura di Loris Mazzetti, Milano, Rizzoli, 2009, ISBN 978-88-17-03545-3.
- Consigli per un paese normale, a cura di Salvatore Giannella, Milano, Rizzoli, 2010, ISBN 978-88-17-04157-7.
- Lezioni di televisione, Prefazione di Bice Biagi. A cura di Giandomenico Crapis.  Roma: Rai Eri, 2016. ISBN 978-88-397-1685-9.
- Non perdiamoci di vista. Un racconto attraverso le interviste che hanno segnato un'epoca.  Reggio Emilia: Aliberti, 2017. ISBN 978-88-93-23155-8.
- La vita è stare alla finestra. La mia storia.  Milano: Collana Saggi, Rizzoli, 2017. ISBN 978-88-17-09707-9.